# Dendrophthora ambigua
Dendrophthora ambigua är en sandelträdsväxtart som beskrevs av Kuijt. Dendrophthora ambigua ingår i släktet Dendrophthora och familjen sandelträdsväxter. Inga underarter finns listade i Catalogue of Life.